# Dorfkirche Kossenblatt

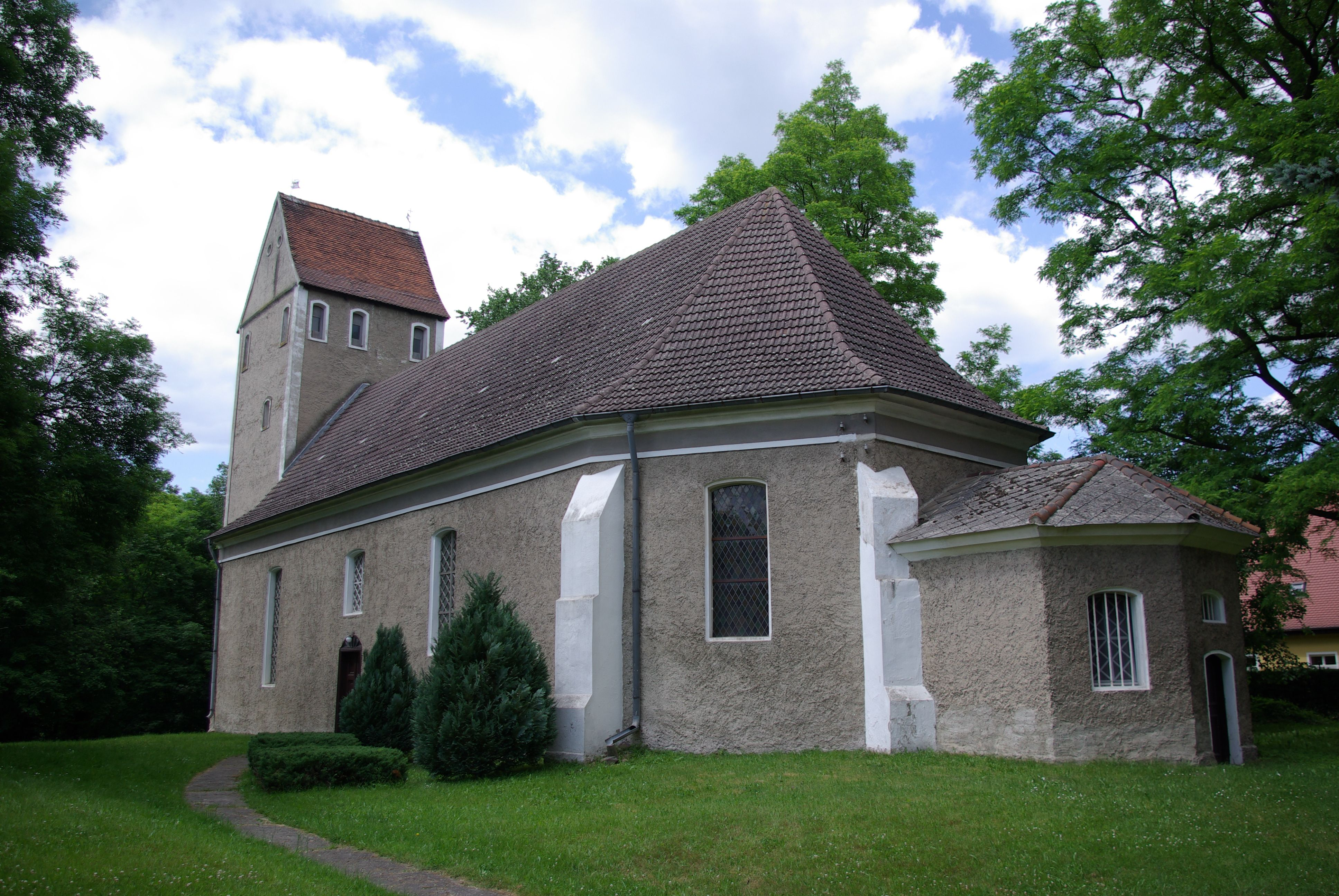
Dorfkirche Kossenblatt

Die evangelische, denkmalgeschützte Dorfkirche Kossenblatt steht in Kossenblatt, einem Ortsteil der Gemeinde Tauche im Landkreis Oder-Spree von Brandenburg. Die Kirche gehört zum Kirchenkreis Oderland-Spree der Evangelischen Kirche Berlin-Brandenburg-schlesische Oberlausitz.

## Beschreibung
Das im Osten dreiseitig geschlossene, von Strebepfeilern gestützte spätgotische Langhaus aus Feldsteinen ist jetzt verputzt. Die Saalkirche wurde 1703 um den querrechteckigen Kirchturm aus Backsteinen mit quer zum Langhaus angeordnetem Satteldach im Westen und die fünfseitige Sakristei aus Holzfachwerk im Osten erweitert. Im Glockenstuhl des Kirchturms, der auf allen Seiten Klangarkaden hat, hängen vier Kirchenglocken, die älteste stammt aus dem Jahr 1582.
Kirchenpatron wurde dann die Familie von Oppen, vor 1609. Es waren die Nachfahren des Kaspar von Oppen (1516–1577). Er war ausgestattet mit der Titulatur eines Administrators in der Dienststellung eines (evangelisch) Erwählten Bischofs, entsprechend hier des Stifts Magdeburg und somit Amtshauptmann zu Zinna (Amt Zinna).
Zur Kirchenausstattung gehören ein Altar aus der Mitte des 18. Jahrhunderts und eine Kanzel, die von König Friedrich Wilhelm I. gestiftet wurde, der das Schloss Kossenblatt gekauft hatte. Am Schalldeckel befindet sich das von einer Kartusche gerahmte Wappen von Prinz August Wilhelm von Preußen, wie etwas in der Dorfkirche Krausnick, bekrönt von einem Adler. Die Orgel auf der Empore im Westen hat vier Register, ein Manual und ein angehängtes Pedal. Sie wurde 1966 von der W. Sauer Orgelbau Frankfurt (Oder) gebaut. Sie ersetzte die 1858 gebaute Orgel.